# Scarlett Johansson
Scarlett Ingrid Johansson (Nova Iorque, 22 de novembro de 1984) é uma atriz e cantora norte-americana. É a atriz principal de maior bilheteria da história, seus trabalhos como atriz principal arrecadaram mais de US$ 15,1 bilhões em todo o mundo. Os vários elogios incluem um BAFTA e um Tony Awards, bem como indicações para dois Oscars e cinco Globos de Ouro. Foi uma das atrizes mais bem pagas de 2014 a 2016, com múltiplas aparições na revista Forbes Celebrity 100 e tem uma estrela na Calçada da Fama. Nascida e criada em Manhattan, Nova Iorque, ela desejava ser atriz desde criança e apareceu pela primeira vez em um palco de um teatro em uma peça Off-Broadway. Johansson fez o seu filme de estreia na comédia North (1994) e foi indicada ao Independent Spirit Awards por Manny & Lo (1996). Ela ganhou muito reconhecimento pelos seus trabalhos em O Encantador de Cavalos (1998) e Ghost World (2001). Os filmes de Johansson como atriz principal arrecadaram mais de US$ 15,1 bilhões no mundo todo, fazendo dela a atriz de maior bilheteria e a primeira estrela de cinema de maior bilheteria de todos os tempos.
Johansson também atuou em Lost in Translation (atuação pelo qual ela ganhou o BAFTA de melhor atriz) e em Girl with a Pearl Earring (ambos de 2003). Ela foi nomeada quatro vezes ao Globo de Ouro, tanto por esses filmes como pelo drama A Love Song for Bobby Long (2004) e pela sua participação em Match Point (2005). Outros filmes que ela fez durante este período foram o filme de mistério The Prestige (2006) e a comédia dramática Vicky Cristina Barcelona (2008). Também lançou dois álbuns de estúdio: Anywhere I Lay My Head (2008) e Break Up (2009), ambos aparecendo na Billboard 200.
Em 2010, Johansson estreou na Broadway na reestreia de A View from the Bridge, atuação que lhe rendeu o Prêmio Tony de melhor atriz. Ainda em 2010, ela começou a interpretar a personagem Viúva Negra no Universo Cinematográfico Marvel, papel que perdurou por 11 anos e trouxe maior reconhecimento à atriz. Ela também interpretou com a sua voz um sistema operacional de computador no filme Her (2013), atuou como uma alien no filme de ficção científica Under the Skin (2013) e uma mulher com habilidades psicocinéticas no filme Lucy (2014). Ela foi a atriz de maior bilheteria de 2018 e 2019, e também é, desde maio de 2017, uma das atrizes de maior bilheteria de todos os tempos na América do Norte. Em 2019, recebeu elogios por interpretar uma mãe solteira durante o período da Alemanha Nazista em Jojo Rabbit e uma atriz passando pelo divórcio em Marriage Story; pelos dois últimos filmes, recebeu duplas nomeações ao Oscar, BAFTA, Critics' Choice e aos Prêmios Screen Actors Guild de Melhor Atriz Coadjuvante e Melhor Atriz, respectivamente, além de ter recebido uma indicação ao Globo de Ouro de Melhor Atriz em Filme Dramático por Marriage Story.
Como figura pública, Johansson é considerada um símbolo sexual de Hollywood. Em março de 2006, foi eleita pela revista masculina Esquire como a "mulher mais sensual do mundo", voltando a ser novamente escolhida em 2013, tornando-se, assim, a única mulher a ser eleita duas vezes. Ela também casou-se três vezes, uma vez com o ator canadense Ryan Reynolds, de 2008 a 2011; outra, com o empresário Romain Dauriac, de 2014 a 2017, com quem ela tem uma filha; e Colin Jost, com quem está casada desde 2020 e tem um filho.

## Infância

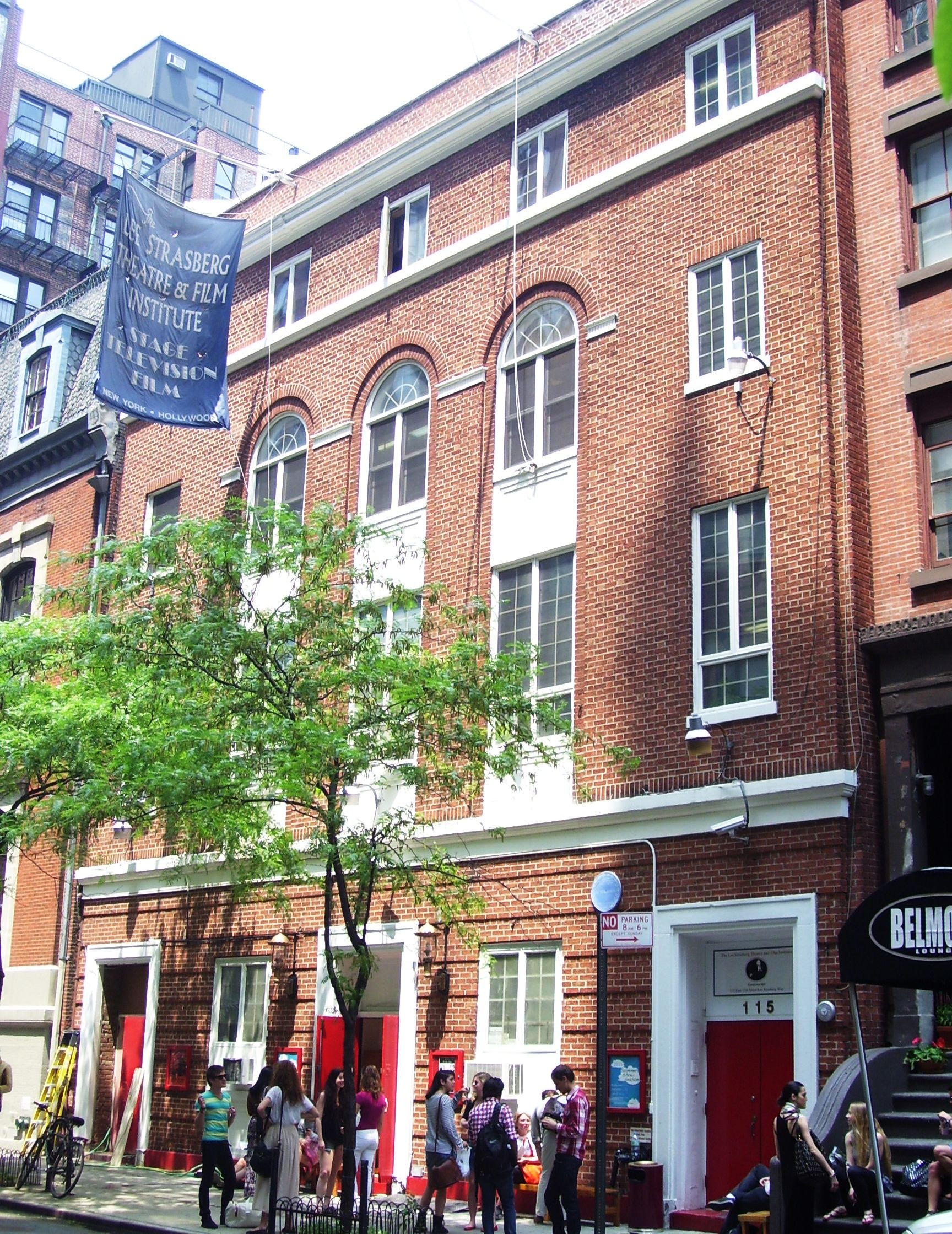
O Lee Strasberg Theatre and Film Institute, onde Johansson aprendeu a atuar quando criança.

Scarlett Ingrid Johansson nasceu em Manhattan, cidade de Nova Iorque. Seu pai, Karsten Olaf Johansson, é um arquiteto nascido em Copenhague, Dinamarca, e seu avô paterno, Ejner Johansson, foi um historiador de arte, roteirista e diretor de filmes, cujo pai era sueco. A mãe de Johansson, Melanie Sloan, vem de uma família de judeus asquenaze com ascendência polonesa e bielorrussa. Ela tem três irmãos, dois mais velhos, Adrian e Vanessa, que também é atriz, e um irmão gêmeo, Hunter. Também tem um meio-irmão, Christian, do primeiro casamento de seu pai. Além disso, possui duas cidadanias, uma dinamarquesa e outra norte-americana. A atriz é sobrinha-neta de Phil Schlamberg, a então conhecida última pessoa a morrer na Segunda Guerra Mundial, sendo o braço direito do capitão Jerry Yellin.
Johansson descreve que sua infância foi comum como de qualquer outra criança. Frequentou a Public School 41 (PS 41), uma escola primária em Greenwich Village, Manhattan. Enquanto crescia, sua família não tinha muito dinheiro. Seus pais se divorciaram quando ela tinha 13 anos. Johansson então ficou com sua avó materna, Dorothy Sloan, uma contabilista e professora; elas frequentemente passavam o tempo juntas e Johansson considerava Sloan como sua melhor amiga. Interessada numa carreira artística desde pequena, ela frequentemente apresentava músicas e danças para a sua família. Gostava particularmente de musicais de teatro e jazz hands, uma performance de dança aonde o artista utiliza muito suas mãos. Ela ainda teve aulas de sapateado e afirma que seus pais apoiavam suas escolhas de carreira.
Ainda quando criança, Johansson disse praticar atuação olhando fixamente a um espelho, sem piscar, até chorar, querendo parecer-se a atriz Judy Garland do filme Meet Me in St. Louis. Mas disse que ficou arrasada quando um de seus irmãos foi descoberto por um agente de talentos, o que motivou ela mais ainda a ser atriz. Então, matriculou-se no Lee Strasberg Theatre and Film Institute, e começou a participar de audiências para comerciais, mas logo perdeu interesse. Ela então mudou seu foco para filmes e o teatro, fazendo sua primeira aparição numa peça Off-Broadway intitulada Sophistry, com Ethan Hawke. Neste período, começou a estudar na Professional Children's School (PCS), em Manhattan, Nova Iorque, uma instituição de ensino privada de educação artística para crianças. Aos nove anos, fez seu primeiro filme, atuando como filha de John Ritter no filme de fantasia North (1994). Ela disse: "quando estou no set de filmagem, sei o que fazer". Johansson depois participou de papéis menores, como no filme Just Cause (1995), interpretando a filha das personagens dos atores Sean Connery e Kate Capshaw, como também interpretou uma estudante de arte no filme If Lucy Fell (1996).

## Carreira

### 1996-2002: Papéis iniciais
O primeiro papel principal de Johansson foi interpretando Amanda, a irmã mais nova de uma adolescente grávida que fugiu de seus pais adotivos em Manny & Lo (1996), trabalhando ao lado de seu irmão Hunter e Aleksa Palladino. Sua performance recebeu críticas positivas: um escritor do jornal San Francisco Chronicle afirmou que "[o filme] floresce em você, em grande parte por causa do encanto de ... Scarlett Johansson", enquanto Mick LaSalle, do mesmo jornal, fez comentários sobre sua "aura pacífica", e acreditava que "se ela pudesse atravessar a puberdade com tal aura, ela poderia se tornar uma importante atriz". Por sua atuação no filme, ganhou uma nomeação ao Independent Spirit Award de melhor atriz.
Após aparecer em papéis menores nos filmes Fall e Home Alone 3, ambos de 1997, Johansson chamou a atenção do público por sua atuação em O Encantador de Cavalos (1998), dirigido por Robert Redford. O filme, baseado no livro de mesmo nome, The Horse Whisperer de Nicholas Evans, conta a história de um talentoso treinador de cavalos que é contratado para ajudar a jovem Grace MacLean (Scarlett Johansson) que foi atropelada, ela e o seu cavalo, por um caminhão. Pelo filme, foi nomeada ao Chicago Film Critics Association Award na categoria atriz promissora. Ela acredita que o filme mudou algumas coisas na sua vida, percebendo que atuar era manipular as emoções de alguém. Ao encontrar bons papéis em filmes quando adolescente, disse que "quando retratamos crianças como ratos de shopping centers e não seriamente... crianças e adolescentes não estão sendo retratados com qualquer profundidade real".
Johansson depois apareceu nos filmes My Brother the Pig (1999) e The Man Who Wasn't There (2001). Seu sucesso aumentou quando ela participou do filme Ghost World (2001), dirigido por Terry Zwigoff, uma adaptação do romance de Daniel Clowes de mesmo nome: Ghost World. Johansson foi escolhida para o filme e Zwigoff acreditava que ela poderia ser "a única pessoa excêntrica capaz para tal". O filme estreou no Seattle International Film Festival, em 2001; ele não foi um sucesso de bilheteria, mas se tornou um filme cult. Johansson foi creditada pela The Austin Chronicle como uma pessoa com "sensibilidade e talento [que] contradiz com sua idade", e além disso, ganhou o Toronto Film Critics Association na categoria de melhor atriz coadjuvante pela sua performance no filme.
Com David Arquette, apareceu em Eight Legged Freaks (2002), filme que retrata um grupo de aranhas que são expostas a resíduos radioativos e nucleares, levando-as a crescer a cada dia que passa a proporções gigantescas. Depois de se formar na PCS neste ano, ela tentou ingressar na Tisch School of the Arts da Universidade de Nova Iorque; sendo rejeitada, ela então dedicou todo o seu foco a sua carreira de filmes.

### 2003-2004: Transição para papéis adultos
Johansson começou a participar de filmes de conteúdo adulto quando participou de dois filmes: Lost in Translation e Girl with a Pearl Earring. No primeiro, dirigido por Sofia Coppola, ela interpretou Charlotte, uma jovem esposa apática e solitária que tem um relacionamento com Bob Harris (interpretado por Bill Murray). Coppola teve notícias da atuação de Johansson no filme Manny & Lo e chegou a compará-la com Lauren Bacall. Coppola baseou o enredo do filme na relação entre Bacall e Humphrey Bogart no filme The Big Sleep (1946). Johansson achou diferente a experiência de trabalhar com uma diretora devido à capacidade de Coppola de se identificar com ela. Feito com um orçamento de 4 milhões de dólares, o filme arrecadou 119 milhões de bilheteria e recebeu aclamação da crítica. Roger Ebert, crítico americano, ficou satisfeito com o filme e descreveu as performances dos atores como "maravilhosas", e a Entertainment Weekly elogiou o "engajamento e a serenidade repousante" de Johansson no filme. O The New York Times elogiou Johansson, que tinha 17 anos na época das filmagens, descrevendo que a sua atuação era semelhante à de atores mais velhos.

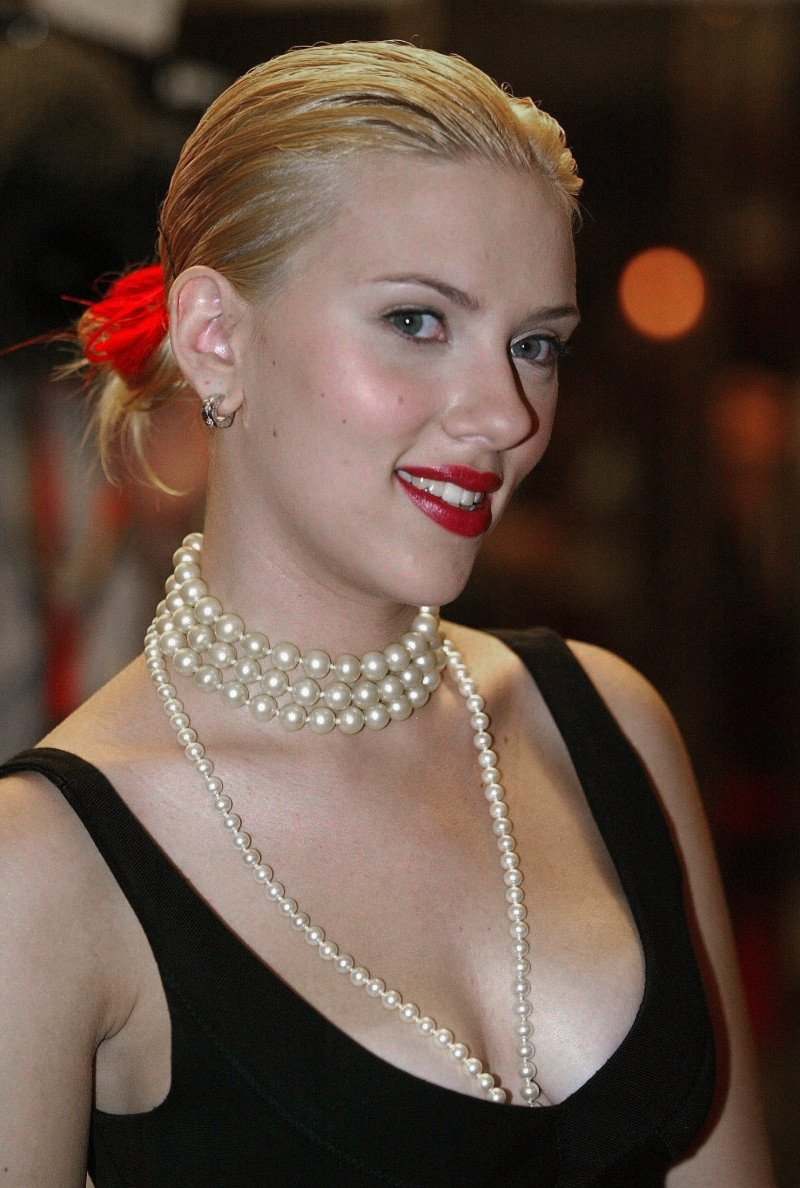
Johansson na premiere do filme Girl with a Pearl Earring no Festival Internacional de Cinema de Toronto em 2003. Ela havia branqueado as sobrancelhas para se assemelhar melhor ao tema da pintura de Johannes Vermeer.

Em Girl with a Pearl Earring (2003), do diretor Peter Webber, que é baseado no livro de mesmo nome, de Tracy Chevalier, Johansson interpreta Griet, uma jovem do século XVII, empregada da família do pintor holandês Johannes Vermeer (interpretado por Colin Firth). Webber entrevistou 150 atrizes antes de selecionar Johansson para o papel. Ela então encontrou uma personagem que nunca tinha interpretado, mas não quis ler o livro, pois queria, apenas através da atuação, conhecer a personagem. Girl with a Pearl Earring recebeu críticas positivas e foi um filme rentável. Em sua crítica para o The New Yorker, Anthony Lane afirmou que a presença de Johansson manteve o filme "vivo". Devido ao filme, ela foi nomeada ao BAFTA de melhor atriz em cinema e ao Globo de Ouro na categoria de melhor atriz por ambos os filmes em 2003, vencendo a indicação por Lost in Translation.
Na opinião da Variety, os papéis de Johansson em Lost in Translation e Girl with a Pearl Earring estabeleceram-na entre as atrizes mais versáteis da sua geração. Johansson participou de cinco filmes em 2004, três dos quais (The Perfect Score, A Love Song for Bobby Long e A Good Woman) não obtiveram sucesso nas bilheterias. Estrelando com John Travolta, ela interpretou uma jovem descontente e desconfiada em A Love Song for Bobby Long, que é baseado no romance Off Magazine Street de Ronald Everett Capps. David Rooney da Variety afirmou que as atuações de Johansson e Travolta salvaram o filme. Johansson foi nomeada ao Globo de Ouro de melhor atriz em filme dramático pelo filme.
No seu quarto filme de 2004, The SpongeBob SquarePants Movie, ela deu voz à Princesa Mindy, filha do Rei Netuno. Johansson não hesitou em dar voz à personagem, pois ama desenhos animados, como também gostava do desenho The Ren & Stimpy Show. O filme foi seu trabalho de maior sucesso daquele ano. O seu quinto e último filme de 2004 foi In Good Company, uma comédia romântica em que Johansson interpretou uma garota que deixa o pai furioso quando ela sai com o chefe dele. Críticas ao filme foram no geral positivas, sendo descrito como "espirituoso e encantador". Roger Ebert ficou impressionado com a atuação de Johansson, descrevendo que ela "continuava a empregar a atração gravitacional do fascínio silencioso".

### 2005-2009: Filmes com Woody Allen
No drama Match Point (2005), dirigido por Woody Allen, Johansson interpretou Nola, uma aspirante a atriz que tem um caso com um homem casado (Jonathan Rhys Meyers). Após substituir Kate Winslet por Johansson, Allen mudou a nacionalidade da personagem de britânica para americana. Como admiradora dos filmes de Allen, Johansson gostou da ideia de trabalhar com ele, mas ficou nervosa no seu primeiro dia nos sets de filmagem. O The New York Times se impressionou com as atuações da atriz e de Rhys Meyers no filme. O filme, um sucesso de bilheteria, fez com que ela fosse nomeada ao Globo de Ouro e ao Chicago Film Critics Association na categoria de melhor atriz coadjuvante. Posteriormente, Johansson foi submetida a uma tonsilectomia, depois de, ao lado de Ewan McGregor, estrelar o filme de ficção científica A Ilha (2005), dirigido por Michael Bay, no qual interpretou Sarah Jordan. A essa altura, Johansson se encontrava com a agenda de gravações exaustiva: gravava cerca de 14 horas por dia. O filme teve críticas mistas e arrecadou 163 milhões de dólares contra 126 milhões usados na produção do filme.

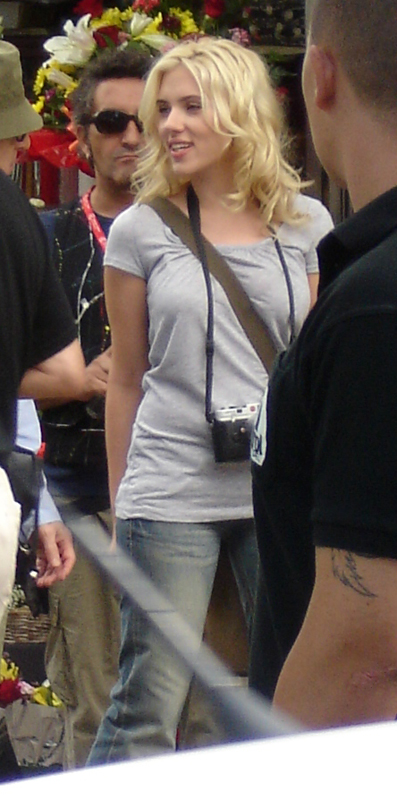
Johansson nos sets de filmagem de Vicky Cristina Barcelona, em 2007

No ano de 2006, a atriz participou de quatro filmes. Em Scoop, interpretou uma estudante de jornalismo. O filme foi modestamente um sucesso de bilheteria, mas teve críticas mistas. Roger Ebert criticou-o dizendo que Johansson estava "amável como sempre", e Mick LaSalle disse que notou o "frescor" que ela trouxe para o seu papel. Johansson também participou do film noir The Black Dahlia (2006), do diretor Brian De Palma, e afirmou que sempre quis trabalhar com De Palma e que era uma grande fã dele. O canal de televisão CNN disse que ela "levou um período de atmosfera para o filme como se fosse oxigênio". A atriz participou também do curta When the Deal Goes Down, no qual Bob Dylan lançava a sua nova música: When the Deal Goes Down..., do álbum Modern Times. No filme The Prestige, dirigido por Christopher Nolan, Johansson interpretou Olivia Wenscombe, uma assistente e amante de Robert Angier (Jackman). Nolan afirmou que ela possuía "ambiguidade" e "uma qualidade blindada". A atriz ficou fascinada com os seus métodos de direção e disse que gostou de trabalhar com ele. O filme foi um sucesso de crítica e de bilheteria, recomendado pelo Los Angeles Times como "um adulto trabalho provocador". Dan Jolin, da revista Empire, criticou o seu sotaque inglês.
No ano de 2007, Johansson participou de um único filme, The Nanny Diaries, ao lado dos atores, Chris Evans e Laura Linney, em que interpretou uma jovem que saiu recentemente da universidade e conseguiu um emprego de babá. Criticas em relação ao seu desempenho no filme foram mistas. Em 2008, ela estrelou, com Natalie Portman e Eric Bana, o filme The Other Boleyn Girl, o qual também ganhou críticas mistas. Para promovê-lo, Johansson e Portman apareceram na capa da revista W. Em seu terceiro trabalho com Allen, a comédia dramática Vicky Cristina Barcelona, que foi filmado na Espanha, Johansson interpretou uma das jovens que estavam interessadas no personagem do ator Javier Bardem, trabalhando também com a atriz Penélope Cruz. O filme foi um dos mais rentáveis de Allen e também recebeu críticas positivas. Um crítico da revista Variety descreveu Johansson como "aberta e maleável" comparada aos outros atores. Ela também interpretou a mulher fatal Silken Floss no filme The Spirit, baseado nas tiras de quadrinhos de mesmo nome, de Will Eisner. O filme recebeu avaliações não positivas de críticos que julgaram-no melodramático, não original e sexista. O único trabalho de Johansson em 2009 foi como Anna Marks, uma instrutora de ioga, no filme He's Just Not That into You. Ele foi lançado em cima de críticas não tão positivas, mas mesmo assim foi um sucesso de bilheterias.

### 2010-2013: Universo Cinematográfico Marvel
Johansson queria estrelar na Broadway desde a infância. O seu primeiro trabalho lá foi a reapresentação da peça A View from the Bridge, de Arthur Miller. Produzida nos anos 50, em um bairro ítalo-americano de Nova Iorque, ela fala da história trágica de Eddie (interpretado por Liev Schreiber) que tem um amor inapropriado pela própria sobrinha órfã da sua esposa, Catherine (interpretada por Johansson). Após pensar e de um conselho de um amigo, foi que Johansson concordou em interpretar a personagem. Ben Brantley do The New York Times escreveu que a interpretação da personagem por Johansson "funde-se tão profundamente no seu personagem que desaparece o nimbo da celebridade". David Rooney, da Variety, ficou impressionado com a peça e com a atuação de Johansson em particular, descrevendo-a como a principal intérprete. Em 2010, ela ganhou o Prêmio Tony de melhor atriz coadjuvante em peça. Alguns críticos e atores da Broadway criticaram o ato de premiar atores de Hollywood, pois o Tony Awardy é uma premiação focada nos teatros. Johansson disse entender a frustração deles, mas que havia trabalhado duro para chegar até ali.
Em 2010, Johansson interpretou a Viúva Negra no filme Homem de Ferro 2, um filme do Universo Cinematográfico Marvel. Antes de se firmar no papel, Johansson tingiu o seu cabelo de vermelho para mostrar que ela conseguia interpretar a personagem, e realizou treinos de força para se preparar para o papel. Johansson disse que se admirou com a personagem e que ficou impressionada como os traços humanos dos super-heróis. O filme arrecadou 623,9 milhões de dólares contra os seus 200 milhões de produção, e recebeu, em geral, críticas positivas, mas Johansson foi criticada por sua performance no filme. Tim Robey da The Daily Telegraph e Matt Goldberg, apesar de acharem ela chamativa no filme, afirmaram que ela tinha pouco o que fazer nele. Em 2011, Johansson fez o papel de Kelly, uma tratadora de animais, no filme We Bought a Zoo, atuando ao lado de Matt Damon. O filme obteve, em geral, críticas favoráveis, e Anne Billson elogiou Johansson por trazer profundidade a uma personagem desinteressante. A atriz ganhou nomeação ao Prêmio Teen Choice pela sua atuação no filme.

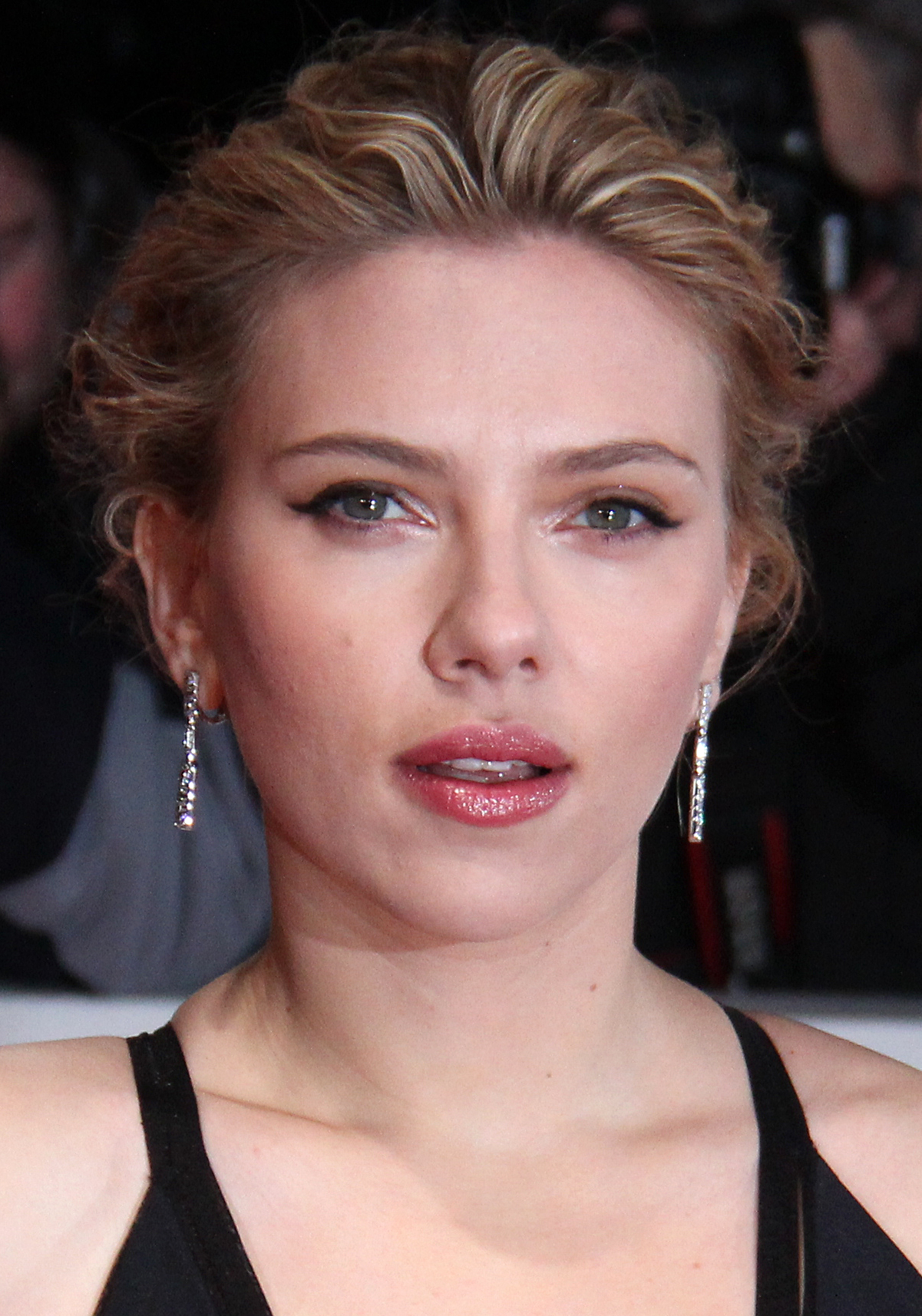
Johansson na Alemanha, fevereiro de 2012

Para outra produção da Marvel, Vingadores (2012), Johansson aprendeu um pouco de russo para o seu papel de Viúva Negra. O filme recebeu críticas positivas e quebrou recordes de bilheterias, se tornando o terceiro filme de maior bilheteria dos Estados Unidos e do mundo. Por sua performance ela foi nomeada a dois Prêmios Teen Choice e a três People's Choice Awards. Naquele mesmo ano, Johansson retratou a atriz Janet Leigh no filme Hitchcock, do diretor Sacha Gervasi, uma reprodução baseada no filme de 1960, Psycho, do diretor Alfred Hitchcock. Roger Ebert escreveu que Johansson não parecia com Leigh, mas que transmitiu a sua coragem, inteligência e senso de humor.
Em janeiro de 2013, Johansson estrelou na Broadway na peça Cat on a Hot Tin Roof, dirigida por Rob Ashford. A peça narra o relacionamento da família de Big Daddy (interpretado por Ciarán Hinds), principalmente a relação do seu filho Brick (Benjamin Walker) e a sua esposa Maggie (Scarlett Johansson). A performance da atriz recebeu críticas mistas. Thom Geier, da revista Entertainment Weekly, escreveu: "Scarlett Johansson trouxe um espírito de luta feroz" para a sua parte da peça. No Sundance Film Festival, de 2013, foi lançado o filme Don Jon, o primeiro filme dirigido por Joseph Gordon-Levitt. Neste, Johansson interpreta Barbara, uma mulher que fica perplexa com o vício em pornografia do seu companheiro, Don Jon (Joseph Gordon-Levitt). Gordon-Levitt escreveu todo o papel de Johansson no filme e disse admirar os trabalhos dela. O filme recebeu críticas positivas e a performance de Johansson ficou em destaque entre os críticos. Claudia Puig, da USA Today, considerou esta como uma das melhores atuações de Johansson.
Em 2013, Johansson substituiu a atriz Samantha Morton no filme Her, dirigido por Spike Jonze, interpretando a voz do sistema operacional de um computador. O filme estreou na 8° edição do Rome Film Festival; ela também foi nomeada ao Prémio Critics Choice de melhor atriz coadjuvante em cinema, sendo elogiada pela complexidade do papel. Richard Corliss, da revista Time, chamou a sua performance de "sedutora e vencedora". Her foi avaliado como um dos melhores filmes de 2013. Johansson ainda participou do filme de ficção científica Under the Skin (2013), dirigido por Jonathan Glazer. O filme, uma adaptação do romance de Michel Faber de mesmo nome, levou nove anos para ser finalizado. Em meio as suas atuações, Johansson aprendeu a dirigir uma van e a falar com sotaque inglês. O filme foi lançado em meio a críticas positivas, em especial à atuação de Johansson. Erin Whitney, escrevendo para o The Huffington Post, considerou esta como uma das suas melhores atuações e notou que pela primeira vez Johansson atuava em cenas de nudez.

### 2014-presente: Novos filmes e fim da eraAvengers

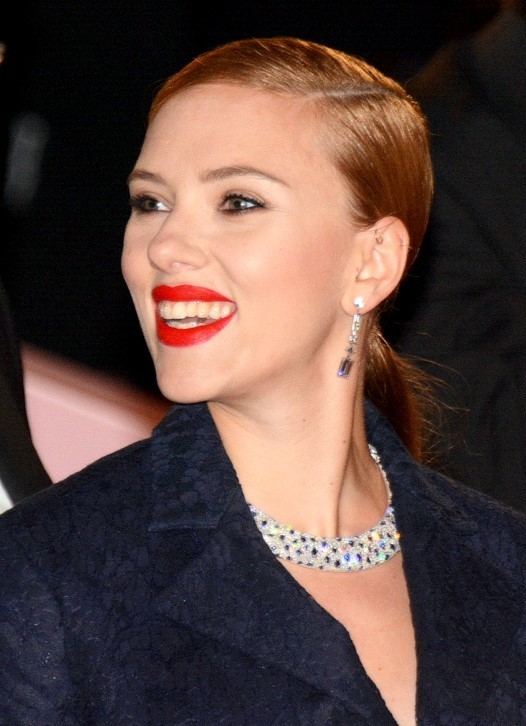
Johansson na cerimônia do Prêmio César em Paris, fevereiro de 2014

Continuando o seu trabalho nos filmes da Marvel, Johansson retomou o seu papel de Viúva Negra em Captain America: The Winter Soldier (2014). No filme, ela junta forças com o Capitão América (Chris Evans) e com o Falcão (Anthony Mackie) para descobrir uma conspiração dentro da S.H.I.E.L.D., enquanto enfrentam um misterioso assassino conhecido como Winter Soldier. Johansson e Evans escreveram os seus próprios diálogos para várias cenas que eles fizeram juntos. O filme foi um sucesso de crítica arrecadando cerca 714 milhões de dólares ao redor do mundo. Por sua atuação, Johansson ganhou uma nomeação ao Prêmio Saturno de melhor atriz coadjuvante em cinema.
A atriz também participou do filme Chef (2014), ao lado de Sofía Vergara e do diretor Jon Favreau. O filme arrecadou 45 milhões de dólares nas bilheterias e foi bem recebido pelos críticos. O escritor Richard Roeper, da revista Chicago Sun-Times, achou o filme "divertido, peculiar e perspicaz". No filme de ficção científica Lucy (2014), do diretor Luc Besson, Johansson fez o papel principal de uma mulher mula de drogas que é acidentalmente infectada com uma droga que melhora as suas habilidades. Besson propôs o papel para várias atrizes e escolheu a atriz pela sua reação ao roteiro e pela sua disciplina. Os críticos em geral elogiaram o tema do filme, os visuais dos personagens e a atuação de Johansson; alguns afirmaram que o enredo não tinha sentido. Jim Vejvoda, da IGN, atribuiu o sucesso do filme à performance de Johansson e ao estilo de direção de Besson. O filme arrecadou 458 milhões de dólares contra os 40 milhões de produção e se tornou o 18.° filme de maior bilheteria de 2014.
Em 2015 e 2016, Johansson novamente interpretou a Viúva Negra nos filmes Avengers: Age of Ultron e Capitão América: Guerra Civil, respectivamente. Durante as filmagens do primeiro, figurinos e efeitos visuais foram usados para esconder a sua gravidez. Ambos os filmes arrecadaram mais de 1,4 bilhão de dólares, entrando na lista de filmes de maior bilheteria de todos os tempos. Por Capitão América: Guerra Civil, ela ganhou a sua segunda nomeação ao Critics Choice Movie de melhor atriz em filme de ação e a sua quarta ao Prêmio Saturno de melhor atriz coadjuvante em cinema. No início de 2016, ela participou do filme Hail, Caesar!, dirigido pelos irmãos Joel e Ethan Coen, interpretando uma atriz grávida em meio as produções de um filme dos anos 50, enquanto o diretor tenta descobrir o que aconteceu com um dos atores do filme que está desaparecido. Ela também deu voz a personagem Kaa no filme Mogli: O Menino Lobo e a personagem Ash no filme Sing, ambos de 2016.
Johansson interpretou também a ciborgue Motoko Kusanagi no filme Ghost in the Shell, do diretor Rupert Sanders. O filme arrecadou 169,8 milhões de dólares no mundo todo, em contrapartida, aos 110 milhões de produção. No filme de comédia Rough Night (2017), ela atua como Jess Thayer, uma de cinco amigas - interpretadas por Kate McKinnon, Jillian Bell, Ilana Glazer e Zoë Kravitz - que retrata uma festa de despedida de solteira que dá errado depois que um stripper masculino morre. O filme recebeu críticas mistas e foi modesto com relação à arrecadação nas bilheterias.
Em 2019, voltou ao cinema no papel de Viúva Negra em Vingadores: Ultimato. Posteriormente, recebeu aclamação por parte da crítica especializada por suas atuações em Jojo Rabbit e em Marriage Story. Pelo primeiro, foi nomeada ao Oscar, BAFTA, Critics' Choice de Melhor Atriz Coadjuvante e aos Prêmios Screen Actors Guild de Melhor Atriz Coadjuvante; de mesmo modo, recebeu indicações Oscar, BAFTA, ao Critics' Choice de Melhor Atriz, ao Globo de Ouro de Melhor Atriz em Filme Dramático e ao Screen Actors Guild de Melhor Atriz e ganhou a mesma categoria da Sociedade de Críticos de Cinema de Detroit por Marriage Story. Por sua dupla nomeação ao Oscar no mesmo ano, tornou-se a décima primeira pessoa a alcançar tal feito.
Em julho de 2021, Scarlett Johansson iniciou um processo contra a Disney por ter lançado Black Widow no streaming. Segundo a atriz, parte do seu salário foi afetado pois dependia da renda das bilheterias do cinema, e estava no contrato a garantia que o filme seria lançado exclusivamente nos cinemas.

## Carreira musical
Em 2006, Johansson cantou a música "Summertime" no álbum Unexpected Dreams, uma coleção de músicas cantadas por atores e atrizes de Hollywood. Ela cantou essa música no Coachella Valley Music and Arts Festival com a banda The Jesus and Mary Chain, em abril de 2007. No ano seguinte, participou do vídeo de lançamento da música "What Goes Around... Comes Around", de Justin Timberlake, que foi nomeada ao MTV Video Music Award como melhor vídeo musical do ano.
Em maio de 2008, Johansson lançou o seu álbum de estreia, Anywhere I Lay My Head, que consiste em uma música original e dez versões cover das músicas de Tom Waits, e apresenta participações de David Bowie, Yeah Yeah Yeahs e da banda Celebration. Críticas ao álbum foram mistas. A revista de música Spin afirmou que não se impressionou com o canto de Johansson. Alguns críticos acharam o álbum "surpreendentemente sedutor", "uma seleção bravamente excêntrica" e "um álbum brilhante" com "magia fantasmagórica". A revista britânica NME classificou o álbum como o 28° melhor álbum de 2008, além de ter atingido a posição 126 na Billboard 200. Johansson começou a escutar as músicas de Waits quando ela tinha cerca de 11 anos de idade, e disse dele: "Suas melodias são tão bonitas e sua voz é tão distinta".
Em setembro de 2009, a atriz e o compositor Pete Yorn lançaram um álbum juntos, Break Up, inspirado nos duetos de Serge Gainsbourg com Brigitte Bardot. O álbum atingiu o número 41 nos EUA. Em 2010, a banda Steel Train lançou o álbum Terrible Thrills Vol. 1, que consistia das músicas do seu álbum Steel Train, de 2010, cantado por artistas femininas. Johansson é a primeira do álbum cantando "Bullet". Em 2011, cantou a música "One Whole Hour" para a trilha sonora do documentário Wretches & Jabberers e em 2012 cantou a canção "Before My Time", do compositor J. Ralph, nos créditos finais do documentário Chasing Ice.
Em fevereiro de 2015, Johansson formou uma banda chamada The Singles com Este Haim da banda Haim, Holly Miranda, Kendra Morris e Julia Haltigan. O primeiro single da banda foi intitulado de "Candy". Em 2016, ela cantou a música "Trust in Me" para a trilha sonora do filme The Jungle Book e "The Promise & The Prize", "Universal Fanfare" e "My Happy Ending" para a trilha sonora do filme Sing.

## Vida pessoal

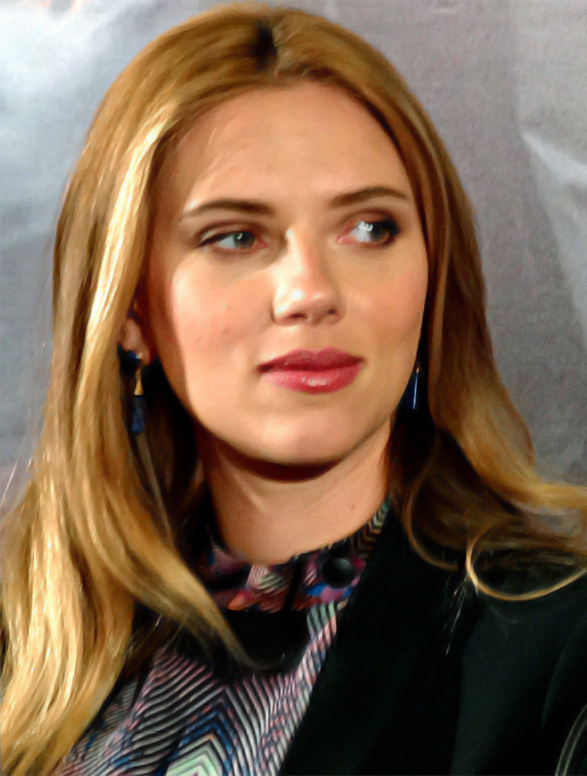
Johansson numa coletiva de imprensa em 2014

Johansson é judia e celebra tanto o Natal como o Hanucá. Ela afirmou que não gosta de citar Deus ou Jesus em seus discursos de recebimento de prêmios. Enquanto estudava na Professional Children's School (PCS), ela namorou o cantor Jack Antonoff de 2001 a 2002. Ela também namorou o seu companheiro de trabalho do filme The Black Dahlia, Josh Hartnett, por cerca de dois anos até o final de 2006; Harnett explicou que as suas vidas ocupadas e cheias de trabalho foram a razão da sua separação. Johansson então começou um relacionamento com o ator canadense Ryan Reynolds em 2007; eles noivaram em maio de 2008, casaram-se em setembro de 2008, se separaram em dezembro de 2010 e se divorciaram em julho de 2011.
Em novembro de 2012, Johansson começou a namorar o francês Romain Dauriac, dono de uma agência de publicidade independente; eles ficaram noivos em setembro de 2013, e dividiam o seu tempo entre Nova Iorque e Paris. Em 2014, ela deu à luz Rose Dorothy Dauriac. Johansson e Dauriac se casaram em outubro do mesmo ano em Philipsburg, Montana, mas se separaram no meio do ano de 2016 e se divorciaram em setembro de 2017. Johansson começou um relacionamento com o coredator do Saturday Night Live e coapresentador do Weekend Update, Colin Jost, em maio de 2017. Eles ficaram noivos em maio de 2019 e se casaram em outubro de 2020, em Nova Iorque. Johansson reside em Palisades, Nova Iorque, e Los Angeles, Califórnia em outubro de 2018.
Johansson foi criticada pela imprensa por estar promovendo uma imagem de mulher que busca a todo custo estar magra. Em um ensaio que ela escreveu para o The Huffington Post, ela disse apenas que encorajou o leitor a manter um corpo saudável. Apareceu nua na capa da revista Vanity Fair de março de 2006 ao lado da atriz Keira Knightley e do designer de moda Tom Ford. Em setembro de 2011, várias fotos dela sem roupa foram hackeadas do seu celular e publicadas na internet. Segundo uma investigação do FBI, o hacker foi preso, declarado culpado, e sentenciado a dez anos de prisão. Johansson disse que as guardava, pois, enviou três anos antes para o seu então marido Reynolds. Em 2014, ela ganhou uma ação judicial contra a editora francesa JC Lattès por esta usar o seu nome e apresentar uma modelo parecida com ela no romance The First Thing We Look At, de Grégoire Delacourt. Johansson recebeu 3 400 dólares, mas reivindicou 68 000.

## Imagem pública

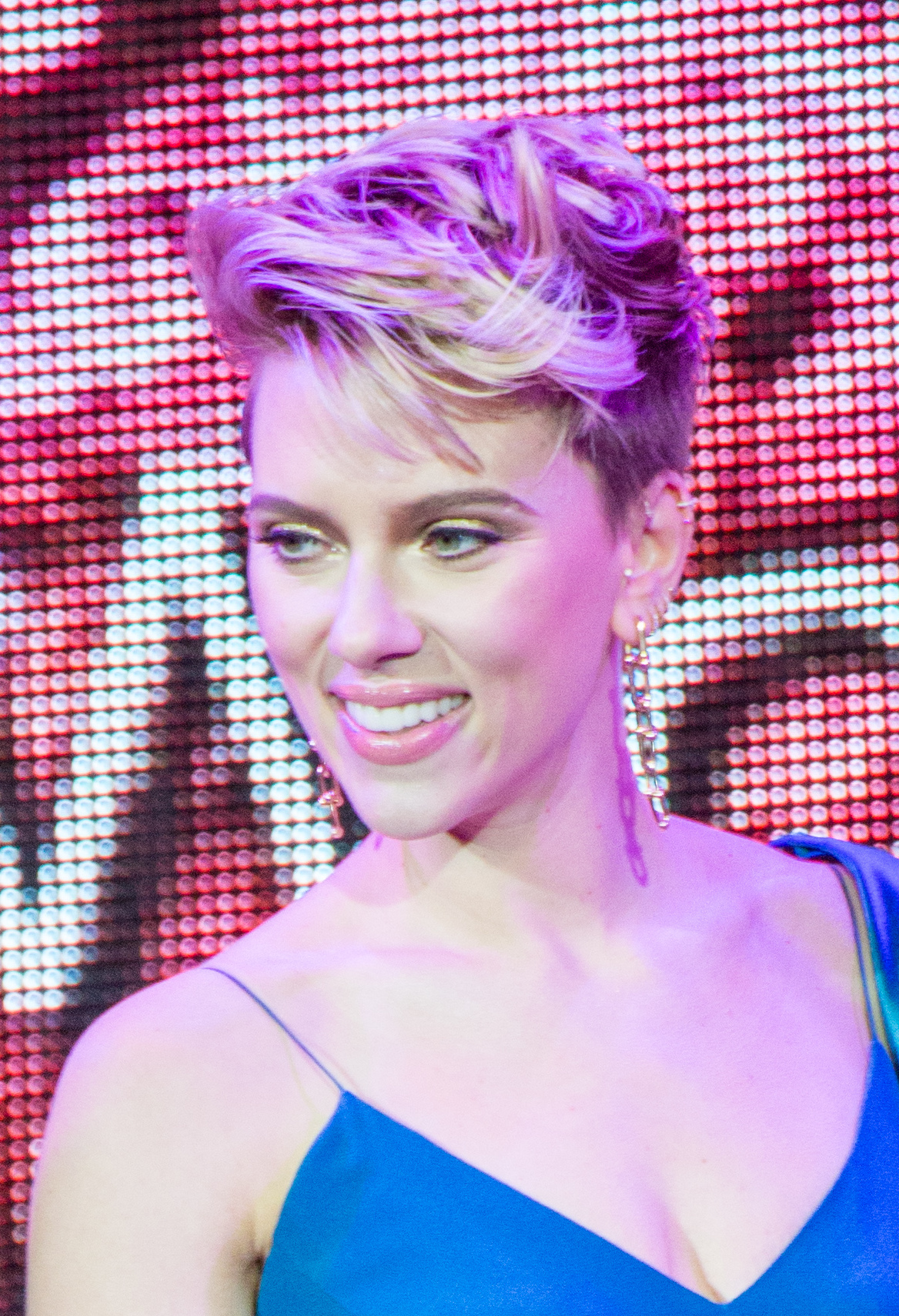
Johansson em 2017

Johansson tem sido chamada de "ScarJo", um apelido dado a ela pela imprensa e pelos fãs, mas ela não gosta, achando-o preguiçoso, superficial e insultante. Frequentemente é descrita como um símbolo sexual pela imprensa, que considera os seus lábios, olhos verdes e voz como as suas marcas registradas. A revista The Sydney Morning Herald descreveu Johansson como "a personificação da fantasia masculina". Durante as filmagens de Match Point, o diretor Woody Allen comentou sobre a sua atratividade. Em 2014, o crítico Anthony Lane, da The New Yorker, escreveu que "ela é evidentemente, e lucrativamente, consciente da sua sensualidade, e de quanto, até a última polegada, isso contribui para contornar sua reputação". Johansson não gosta de ser sexualizada e acredita que as preocupações com as atratividades das pessoas não duram. Em 2011, ela perdeu o papel principal em The Girl with the Dragon Tattoo, pois o diretor David Fincher a achava "muito sexy" para o papel.
Johansson frequentemente aparece em revistas de beleza. Na revista Maxim, ela apareceu de 2006 a 2014 na Hot 100, uma lista publicada anualmente em que consta as 100 mulheres consideradas mais sexy. Johansson foi nomeada duas vezes pela Esquire como "a mulher viva mais sexy", em 2006 e 2013, e tem sido incluída em listas similares pela Playboy (2007) e Men's Health (2011). Apareceu com frequência na publicação das 100 Mulheres Mais Sensuais da FHM. Em 2010, foi nomeada a Garota do Ano pela GQ. O museu Madame Tussauds fez uma escultura de cera dela em 2015.
Em junho de 2014, Johansson foi convidada a se juntar a Academia de Artes e Ciências Cinematográficas. Em 2006, apareceu na Forbes Celebrity 100, aparecendo novamente em 2014 e 2015. Em maio de 2012, ela recebeu uma estrela na Calçada da Fama. Em 2014, 2015 e 2016, foi uma das atrizes mais bem pagas com ganhos anuais de 17 milhões, 35,5 milhões e 25 milhões de dólares, respectivamente, e foi a atriz de maior bilheteria de 2016 com um total de 1,2 bilhão. Em maio de 2017, Johansson se tornou a atriz de maior bilheteria de todos os tempos da América do Norte, com os seus filmes arrecadando cerca de 3,6 bilhões de dólares.
Johansson aparece em campanhas publicitárias para a Calvin Klein, Dolce & Gabbana, L'Oréal e Louis Vuitton, e representado a marca espanhola Mango desde 2009. Após ter aparecido no Costume Institute Gala do Metropolitan Museum of Art com Domenico Dolce e Stefano Gabbana, foi anunciada como o rosto da nova coleção de maquiagens da Dolce & Gabbana; ainda fez aparições na Selfridges em julho de 2009 para promover a linha de maquiagens. Além disso, foi a primeira celebridade de Hollywood a representar uma linha de champanhes, como porta-voz da Moët & Chandon. Em janeiro de 2014, a companhia israelense SodaStream, que faz produtos de carbonatação doméstica, contratou Johansson como a sua primeira embaixadora global, relacionamento esse que começou com um comercial de televisão durante o Super Bowl XLVIII em 2 de fevereiro de 2014.

## Outros trabalhos

### Filantropia

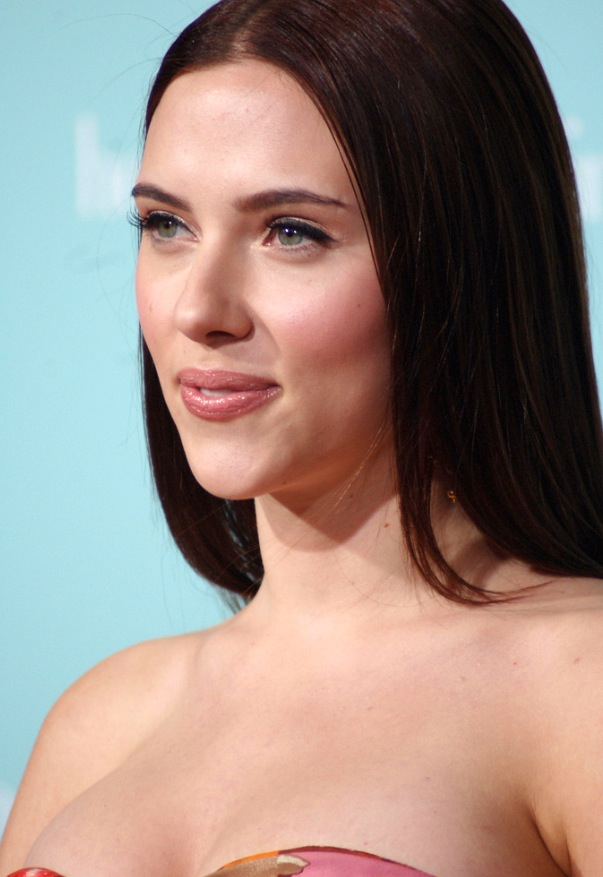
Johansson em 2009, na première do filme He's Just Not That Into You

Johansson tem dado suporte a várias organizações humanitárias, incluindo a Aid Still Required, a Cancer Research UK, Stand Up to Cancer, Too Many Women (que luta contra o câncer de mama) e a USA Harvest, que providencia comida a quem necessita. Em 2005, ela se tornou a Embaixadora Global pela agência de ajuda e desenvolvimento Oxfam. Em 2007, participou da campanha antipobreza da ONE Campaign, que foi organizada pelo vocalista da banda U2, Bono. Em março de 2008, um britânico pagou 20 000 mil euros por dois ingressos que foram leiloados em prol da Oxfam, cujos ganhadores receberiam tratamento de cabelo, maquiagem e viagem de carro com Johansson até a estreia do filme He's Just Not That Into You.
Em janeiro de 2014, Johansson deixou de lado o papel de embaixadora da Oxfam depois de críticas da sua participação em campanhas publicitárias da SodaStream, que possui as suas principais fábricas em colônias israelenses na Cisjordânia. A Oxfam opõe-se a todo o tipo de comércio com essas colônias. A Oxfam agradeceu a Johansson o apoio prestado no combate à fome. Em 2018, ela com mais 300 celebridades em Hollywood se manifestaram contra discriminações e assédios às mulheres.

### Política
Até o ano de 2008, Johansson estava registrada como uma eleitora independente, ou seja, um eleitor que não possui relações políticas com nenhum partido, e em 2004 apoiou a campanha presidencial do candidato do partido democrata, John Kerry. Quando George W. Bush foi reeleito, ela disse que ficou decepcionada.
Em janeiro de 2008, a campanha de apoio de Johansson ao candidato democrata Barack Obama incluiu aparições em Iowa visando eleitores jovens, uma aparição no Cornell College e um discurso no Carleton College, Northfield, na Super Terça de 2008. Ela ainda apareceu em um videoclipe do rapper will.i.am cantando a música "Yes We Can" (2008), dirigido por Jesse Dylan. A música foi inspirada no discurso de Obama depois da primária de Nova Hampshire de 2008. Em fevereiro de 2012, juntamente com Anna Wintour, organizaram o lançamento de uma linha de roupas, bolsas e acessórios em prol da reeleição de Barack Obama. Ela ainda encorajou mulheres a votar em Obama e condenou Mitt Romney por sua oposição a Federação de Paternidade Planejada da América.